# Ectropis ikonda
Ectropis ikonda là một loài bướm đêm trong họ Geometridae.